# A Carnival Christmas
A Carnival Christmas — третий мини-альбом хип-хоп музыкантов Insane Clown Posse, выпущенный 6 декабря 1994 года на лейбле Psychopathic. Диск был переиздан в 1997 году на Island Records. В переиздании были удалены два последних трека. Первые две песни с альбома были включены в сборник раритетов и би-сайдов Forgotten Freshness Volumes 1 & 2.

## Список композиций
| №  | Название              | {{{extra_column}}}                              | Длительность |
| -- | --------------------- | ----------------------------------------------- | ------------ |
| 1. | «Santa’s a Fat Bitch» |                                                 | 4:22         |
| 2. | «Red Christmas»       |                                                 | 5:15         |
| 3. | «Santa Killas»        | при участии Mike E. Clark и Fink the Eastside G | 5:57         |
| 4. | «It’s Coming»         |                                                 | 4:09         |

| №  | Название              | Длительность |
| -- | --------------------- | ------------ |
| 1. | «Santa’s a Fat Bitch» | 4:22         |
| 2. | «Red Christmas»       | 5:13         |